# Julia Elbaba
Julia Elbaba (* 13. Juni 1994) ist eine US-amerikanische Tennisspielerin.

## Karriere
Elbaba begann das Tennisspielen mit neun Jahren und spielt bislang hauptsächlich auf dem ITF Women’s Circuit, wo sie bereits ein Turnier im Einzel gewinnen konnte.
Ihr erstes ITF-Turnier spielte Elbaba im Mai 2011 in Landisville, ihr erstes Halbfinale erreichte sie im Juli 2012 in Evansville und konnte eine Woche später ihr erstes Turnier in New Orleans gewinnen. 2013 spielte sie insgesamt sieben Turniere, kam aber in diesem Jahr nie über die zweite Runde hinaus. Im Oktober verlor sie beim mit 50.000 US-Dollar dotierten Turnier in New Braunfels gegen Anna Tatishvili im Achtelfinale mit 3:6 und 2:6.
Bei den NCAA Division I Tennis Championships 2014 scheiterte sie sowohl im Einzel als auch im Doppel bereits in der ersten Runde. Bei den American Collegiate Invitational 2014 erreichte sie das Finale im Einzel, wo sie Jamie Loeb mit 5:7 und 1:6 unterlag. Bei den ITA National Intercollegiate Indoor Championships 2014 wurde sie Siegerin im Dameneinzel.
2015 erreichte sie bei den NCAA Division I Tennis Championships die zweite Runde im Dameneinzel, bei den American Collegiate Invitational scheiterte sie bereits in der ersten Runde, bei den ITA National Intercollegiate Indoor Championships erreichte sie das Viertelfinale. Im August 2016 erreichte sie das Finale von Landisville, das sie ohne Spielgewinn gegen Laura Robson verlor.
Auf der WTA Tour erhielt sie erstmals eine Wildcard für die Qualifikation zu den Connecticut Open, verlor aber bereits in der ersten Runde gegen Kateryna Bondarenko mit 3:6 und 2:6.

## Turniersiege

### Einzel
| Nr. | Datum         | Turnier     | Kategorie   | Belag     | Finalgegnerin | Ergebnis      |
| --- | ------------- | ----------- | ----------- | --------- | ------------- | ------------- |
| 1.  | 29. Juli 2012 | New Orleans | ITF $10.000 | Hartplatz | Lee Hua-chen  | 7:5, 4:6, 6:3 |